# Glenn Mosley
Glenn E. Mosley (nacido el 26 de diciembre de 1955 en Newark, Nueva Jersey) es un exjugador de baloncesto estadounidense que jugó 2 temporadas en la NBA, además de hacerlo en las ligas italiana, francesa y argentina. Con 2,03 metros de altura, juega en la posición de ala-pívot.

## Trayectoria deportiva

### Universidad
Jugó durante cuatro temporadas con los Pirates de la Universidad Seton Hall, en las que promedió 17,4 puntos y 15,2 rebotes por partido.

### Profesional
Fue elegido en la vigésima posición del Draft de la NBA de 1977 por Philadelphia 76ers, siendo cortado en el mes de diciembre, tras haber disputado tan solo 6 partidos en los que apenas promedió 2,2 puntos por partido. Al verse sin equipo en la NBA, fichó por los Lancaster Red Roses de la CBA, donde volvió a sus porcentajes de la universidad, con 20,3 puntos y 12,5 rebotes por encuentro.
Antes del comienzo de la temporada 1978-79 ficha como agente libre por San Antonio Spurs, donde cuenta con muy pocas oportunidades de juego durante la misma, disputando apenas 26 partidos. Tras ser cortado, decide continuar su carrera en la italiana fichando por el Benetton Treviso, por entonces en la Serie A2, logrando el ascenso en esa temporada. Tras un año más en el equipo, ya en la Serie A, cambia de país, firmando con el CSP Limoges francés, con el que ese año ganaría la LNB, la Copa y la Copa Korac.
Acabaría su carrera jugando una temporada en el Ferro Carril Oeste de la Liga Nacional de Básquet de Argentina, consiguiendo un nuevo campeonato liguero.

## Estadísticas de su carrera en la NBA

### Temporada regular
| Temporada | Edad | Equipo             | Liga | P  | TIT | MIN | TC  | TCA | %TC  | 3P | 3PA | %3P | TL  | TLA | %TL  | R.OF. | R.DEF. | REB | ASIS | ROB | TAP | PER | FP  | PTS |
| 1977-78   | 22   | Philadelphia 76ers | NBA  | 6  |     | 3.5 | 0.8 | 2.2 | .385 |    |     |     | 0.5 | 1.2 | .429 | 0.0   | 0.8    | 0.8 | 0.3  | 0.0 | 0.0 | 0.8 | 0.8 | 2.2 |
| 1978-79   | 23   | San Antonio Spurs  | NBA  | 26 |     | 8.5 | 1.2 | 2.9 | .413 |    |     |     | 0.9 | 1.5 | .605 | 1.0   | 1.4    | 2.5 | 0.7  | 0.3 | 0.4 | 0.8 | 1.3 | 3.3 |
| Total     |      |                    | NBA  | 32 |     | 7.6 | 1.1 | 2.8 | .409 |    |     |     | 0.8 | 1.4 | .578 | 0.8   | 1.3    | 2.2 | 0.7  | 0.3 | 0.3 | 0.8 | 1.3 | 3.1 |

### Playoffs
| Temporada | Edad | Equipo            | Liga | P | MIN | TCA | TC | 3PA | 3P | TLA | TL | R.OF. | REB | ASIS | ROB | TAP | PER | FP | PTS | %TC  | %3P | %FT  | MIN | PTS | REB | AST |
| 1978-79   | 23   | San Antonio Spurs | NBA  | 3 | 6   | 2   | 3  |     |    | 1   | 3  | 0     | 1   | 1    | 0   | 1   | 0   | 0  | 5   | .667 |     | .333 | 2.0 | 1.7 | 0.3 | 0.3 |
| Total     |      |                   | NBA  | 3 | 6   | 2   | 3  |     |    | 1   | 3  | 0     | 1   | 1    | 0   | 1   | 0   | 0  | 5   | .667 |     | .333 | 2.0 | 1.7 | 0.3 | 0.3 |